# Hemituerta argentifascia
Hemituerta argentifascia är en fjärilsart som beskrevs av Fawcett 1915. Hemituerta argentifascia ingår i släktet Hemituerta och familjen nattflyn. Inga underarter finns listade i Catalogue of Life.